# Clayton Emery
Clayton Emery (n. 26 decembrie 1953, Bethesda, Maryland) este un scriitor american și scenarist. În seria Magic The Gathering a scris romanele Whispering Woods (1995), Shattered Chains (1995) și Final Sacrifice (1995). La seria Forgotten Realms : Netheril a contribuit cu romanele Sword Play (1996), Dangerous Games (1996) și Mortal Consequences (1997).

## Lucrări publicate (selecție)

### Romane
- Card Master (1997)
- Jumping the Jack (2003) (cu Earl G Wajenberg)

### Serii de romane
- The 4-D Funhouse (1985) (cu Earl Wajenberg), apărută în Amazing Stories
- Tales Of Robin Hood: Robin Hood and The Beasts Of Sherwood (2001), Tales of Robin Hood (1988) și Robin Hood And The Bells Of London (2009)

## Traduceri în limba română
- Proscrișii (Outcasts roman din seria Runesword)[3][4]